# The 101'ers
The 101'ers（ザ・ワンオーワナーズ）は、1970年代のパブロック・バンド。ジョー・ストラマー（当時は“ウッディ”と名乗っていた）がザ・クラッシュに参加する前に所属していたことで知られる。ロンドンで1974年5月に結成され、9月6日に「エル・ワーソウ・アンド・ザ・ワンオーワン(101)・オールスターズ」としてブリクストンのテレグラフパブでデビュー。後に「ワンオーワン(101)オールスターズ」、さらに「ワンオーワナーズ(101'ers)」とバンド名を短縮していった。ストーンヘンジ・フリー・フェスティバルのような無料フェスティバル等に参加することにより、パンク・ロック以前のロンドン・パブロック・シーンで名を上げた。

## 歴史
バンド名はメンバーが一緒に住んでいたスクワットの住所、「メイダヴェール、ウォルタートン通り101番地」に因んで名付けられた。また、ジョージ・オーウェルの小説『1984年』に登場する拷問部屋「101号室」に因んだ名前だとも噂された。この小説は後にパンク・ロックムーヴメントの政治的要素に関する声明ともなった。
ワンオーワナーズは1976年4月3日にナッシュヴィル・ルームズでセックス・ピストルズを従えたライブを行った。そしてこの時、ストラマーはパンク・ロックに目覚めたと語る。
ストラマーはドキュメンタリー映画『The Clash: Westway to the World』でドン・レッツにこう語っている。「ピストルズの最初の曲を5秒聞いただけで、俺たちは古い新聞で、もう過去の物なんだとわかった。」
バンドのデビュー・シングルがリリースされた時にはすでにストラマーはザ・クラッシュのメンバーになっており、バンドはそれきりとなった。クライヴ・ティンパレイはザ・パッションズに参加、ダン・ケルハーはザ・デレリクツ、リチャード・デュダンスキーはザ・レインコーツを経てパブリック・イメージ・リミテッドへ。タイモン・ドッグは短い期間ザ・クラッシュでストラマーを手伝い（『サンディニスタ!』で数曲プレイしている）、後にザ・メスカレロスに参加している。
当初はシングルを1枚残したのみであったが、ザ・クラッシュへの関心の高さから1981年にセカンド・シングルとコンピレーション・アルバム『Elgin Avenue Breakdown』がリリースされた。アルバムの数曲はライブ録音で、バンドがこれをフルアルバム用に考えていた形跡は無い。
ストラマーは2002年の死の前に、『Elgin Avenue Breakdown』を未収録曲を含めた形で再リリースする計画を建てていた。この計画は、彼の未亡人ルシンダ・テートと当時のドラマー、リチャード・デュダンスキーの手により2005年に『Elgin Avenue Breakdown Revisited』としてリリースされた。

## メンバー
- ジョン・“ウッディ”・メラー（ジョー・ストラマー） - ギター、ボーカル
- クライヴ・ティンパレイ - リード・ギター
- マーウッド・チェスタートン - ベース（1976年にケルハーと交代）
- ダン・ケルハー - ベース、ギター（1975年 - 1976年1月）
- リチャード・デュダンスキー - ドラムス
- サイモン・カッセル (Big John) - サックス
- アルヴァロ・ペナ＝ロハス - サックス
- アントニオ・ナルヴァエス - ドラムス
- Jジュリアン・ユーダール - ボーカル、ハーモニカ
- パトリック・ノザー - ベース（最初のギグ）
- マーティン・ストーン - リード・ギター（最終ギグ）
- タイモン・ドッグ - フィドル、ボーカル

## ディスコグラフィ

### シングル、EP
- "Keys to Your Heart" b/w "5 Star Rock & Roll Petrol" (1976年、Chiswick Records)
- "Sweet Revenge" b/w "Rabies" (1981年、Big Beat Records)
- "Keys to Your Heart" (1985年、SMS Records) ※4曲入りEP
- "1976" (2019年、Chiswick Records) ※4曲入りEP

### コンピレーション・アルバム
- Elgin Avenue Breakdown (1981年、Andalucia Records)
- Five Star Rock'n'Roll (1993年、Made In Heaven)
- Elgin Avenue Breakdown Revisited (2005年、Astralwerks/EMI)